# Advokatundersøgelse
En advokatundersøgelse er en undersøgelse, hvor eksterne advokater klarlægger hvad der er sket i en given sag i en virksomhed, en myndighed eller en organisation, hvor der er mistanke om alvorlige uregelmæssigheder i form af overtrædelser af love eller interne regler og procedurer. De undersøgende advokater kommer oftest også med en juridisk vurdering af, hvilke konsekvenser, det belyste hændelsesforløb kan have. Det kan være alt fra ændringer i forretningsgange til ansættelses- eller strafferetlige konsekvenser.
Genstanden for advokatundersøgelsen kan omhandle alt fra anklager om bedrageri i en virksomhed til ulvolige beslutninger udført af stat, region eller kommune eller arbejdsmiljømæssige problemer såsom sexchikane eller mobning.
Advokatundersøgelser er ikke underlagt en fast definition i dansk ret, og der kan være stor forskel på advokatundersøgelser fra den ene sag til den anden. Alle advokatundersøgelser udarbejdes efter de advokatetiske regler, hvilket betyder at reglerne om god advokatskik skal overholdes. Der skelnes mellem en almindelig og en uvildig advokatundersøgelse. En almindelig undersøgelse kan gennemføres af den advokat, der normalt er tilknyttet virksomheden, organisationen eller myndigheden. Ønskes en undersøgelse med større armslængde, taler man om en uvildig undersøgelse. Her har advokaten ikke et fast klientforhold for opdragsgiveren, og advokaten må heller ikke efter undersøgelsen påtage sig sager, der udspringer af undersøgelsen.
Fælles for advokatundersøgelser er dog, at en eller flere advokater får til opdrag at genmemføre undersøgelsen, og at advokaten/advokaterne også typisk får til opgave at indsamle oplysningerne, herunder ofte at gennnemføre en række interviews med implicerede parter. Det vil ofte være frivilligt at deltage i interviews, og de, der takker ja, vil have mulighed for at få en bisidder med.
Virksomheden, myndigheden eller organisationen, der bestiller undersøgelsen, udarbejder i samarbejde med advokatvirksomheden et skriftligt kommissorium, der fastlægger formålet, afgrænser hvad der skal undersøges og sætter rammerne, herunder deadline for undersøgelsen, der ofte er af hastende karakter.
Når advokaterne er færdige med indsamlingen af oplysningerne, udarbejder de en rapport, der afleveres til den pågældende virksomhed, organisation eller myndighed. Det er herefter op til ledelsen det pågældende sted at vurdere, hvilke skridt, der skal tages. I mange tilfælde vælger bestilleren af undersøgelsen at offentliggøre hele eller dele af undersøgelsen for at vise offentligheden, at sagen nu er undersøgt til bunds. 

## Eksempler på advokatundersøgelser
- Minksagen: To advokatundersøgelser undersøgte henholdsvis politiets brug af såkaldte action cards og selve nedgravningen af minkene. Undersøgelserne blev bestilt af Folketinget.[4]
- Udbytteskatsvindel-sagen: Et flertal i Folketinget ville undersøge den formodede svindel med udbytteskat i en advokatundersøgelse.[5]
- Forholdene for elitesvømmere i Dansk Svømmeunion: Team Danmark og Danmarks Idrætsforbund bestilte i februar 2020 en advokatundersøgelse på baggrund af en DR-dokumentar om forholdene for elitesvømmere i Danmark.[6]
- Jacob Bjerregaard-sagen: Fredericia Kommune bestilte i december 2020 en advokatundersøgelse af en række forhold, herunder kommunens salg af en byggegrund til den daværende borgmester Jacob Bjerregaard, dispensation fra lokalplan, bebyggelse og skovrejsning foran byggegrunden m.v.[7]